# (3425) Hurukawa
(3425) Hurukawa est un astéroïde de la ceinture principale découvert le 29 janvier 1929 par l'astronome allemand Karl Wilhelm Reinmuth. Le lieu de découverte est Heidelberg (024). Sa désignation provisoire était 1929 BD.
Sa distance minimale d'intersection de l'orbite terrestre est de 1,766420 ua.